# 愛知県立農業大学校

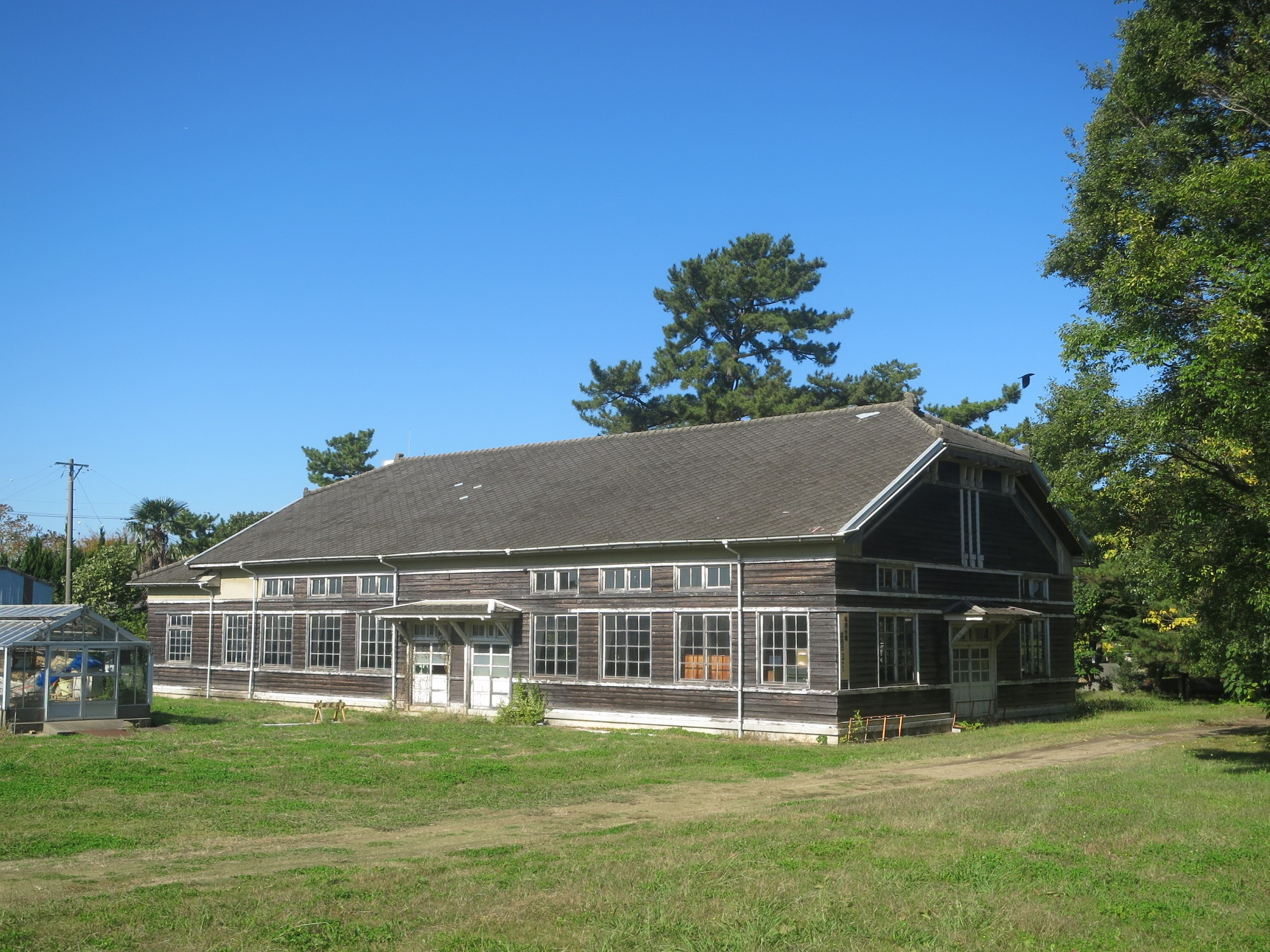
愛知県立農業大学校岡崎キャンパス

愛知県立農業大学校（あいちけんりつ のうぎょうだいがっこう、英称: Aichi College of Agriculture）は、愛知県が運営する農業大学校（専修学校）。

## 歴史
- 1910年（明治43年） - 愛知県額田郡美合村（現・岡崎市美合町）に農商務省愛知種馬所として設立[1]。
- 1923年（大正12年） - 国から用地の交付を受けて愛知県種畜場が発足。
- 1934年（昭和9年） ‐ 愛知県追進農場に改称。
- 1935年（昭和10年）10月27日 - 大講堂（通称：追進館）が落成。
- 1946年（昭和21年）10月21日 - 昭和天皇が当農場を訪問する。国民への戦災復興激励の一環。
- 1949年（昭和24年） - 種畜場の機能は岡崎市丸山町に移転。現在の愛知県畜産総合センターである[2]。
- 1970年（昭和45年） ‐ 他の愛知県営農林業組織を併合し、愛知県追進営農大学校に改称。
- 1984年（昭和59年） ‐ 愛知県立農業大学校に改称。
- 2008年（平成20年） ‐ 同年度より学校教育法に基づく専修学校として認定（教育部農学科）。
- 2009年（平成21年） ‐ 同年度の学生募集から、教育部農学科の入学資格について年齢制限を撤廃。
- 2016年（平成28年） - 2月5日、新寮「和耕寮」が竣工[3]。

## キャンパス

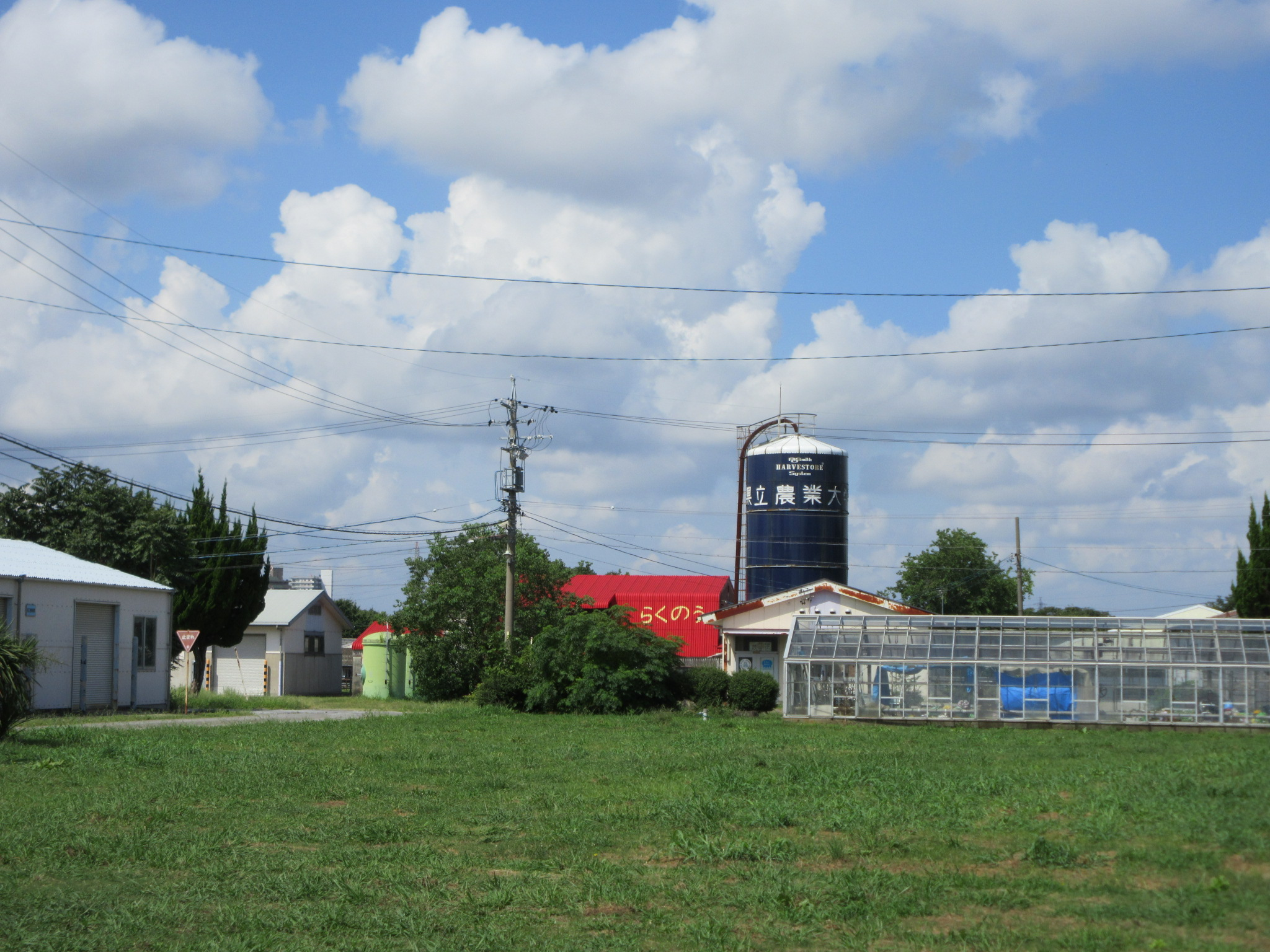
岡崎キャンパス

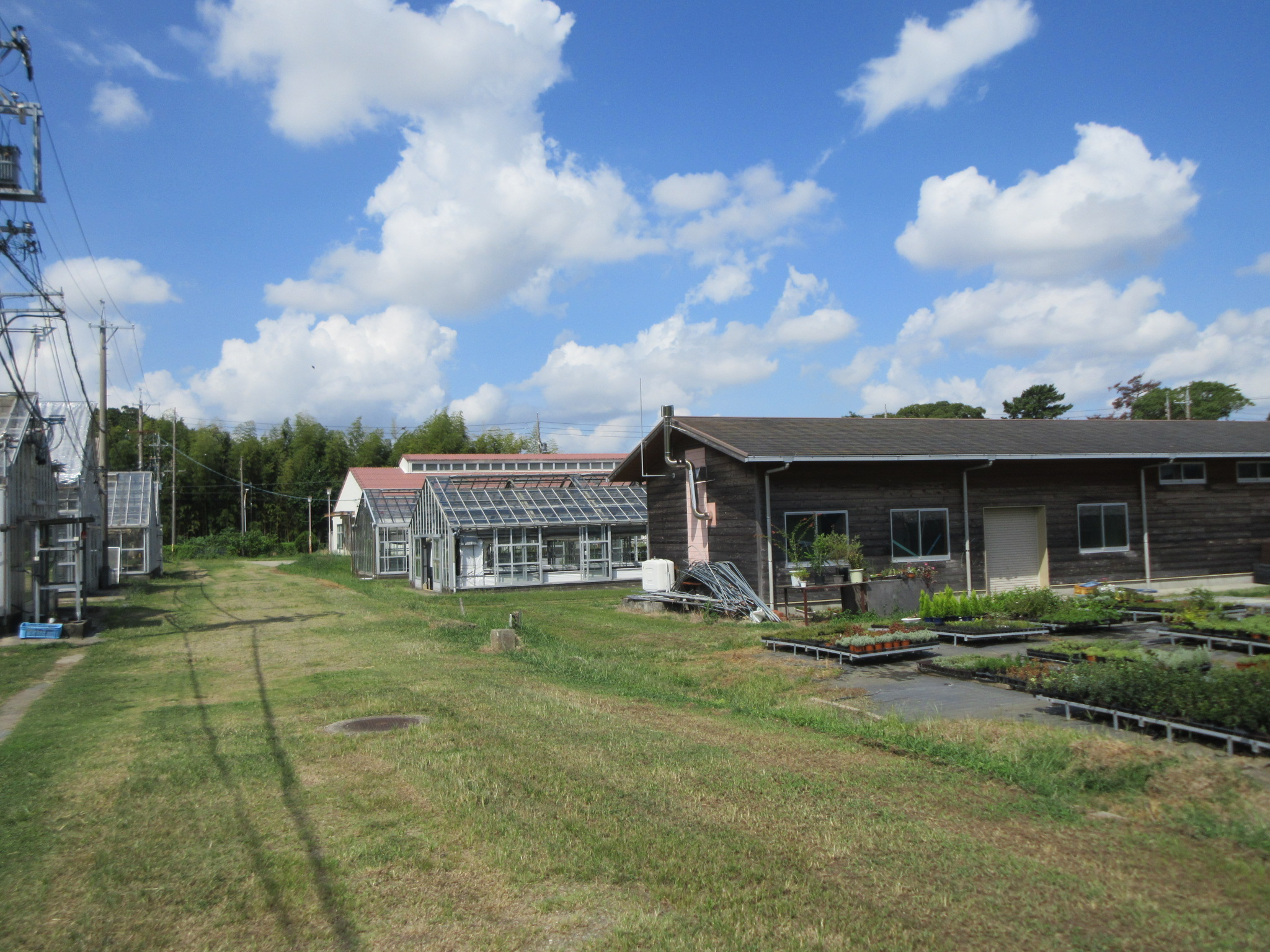
岡崎キャンパス

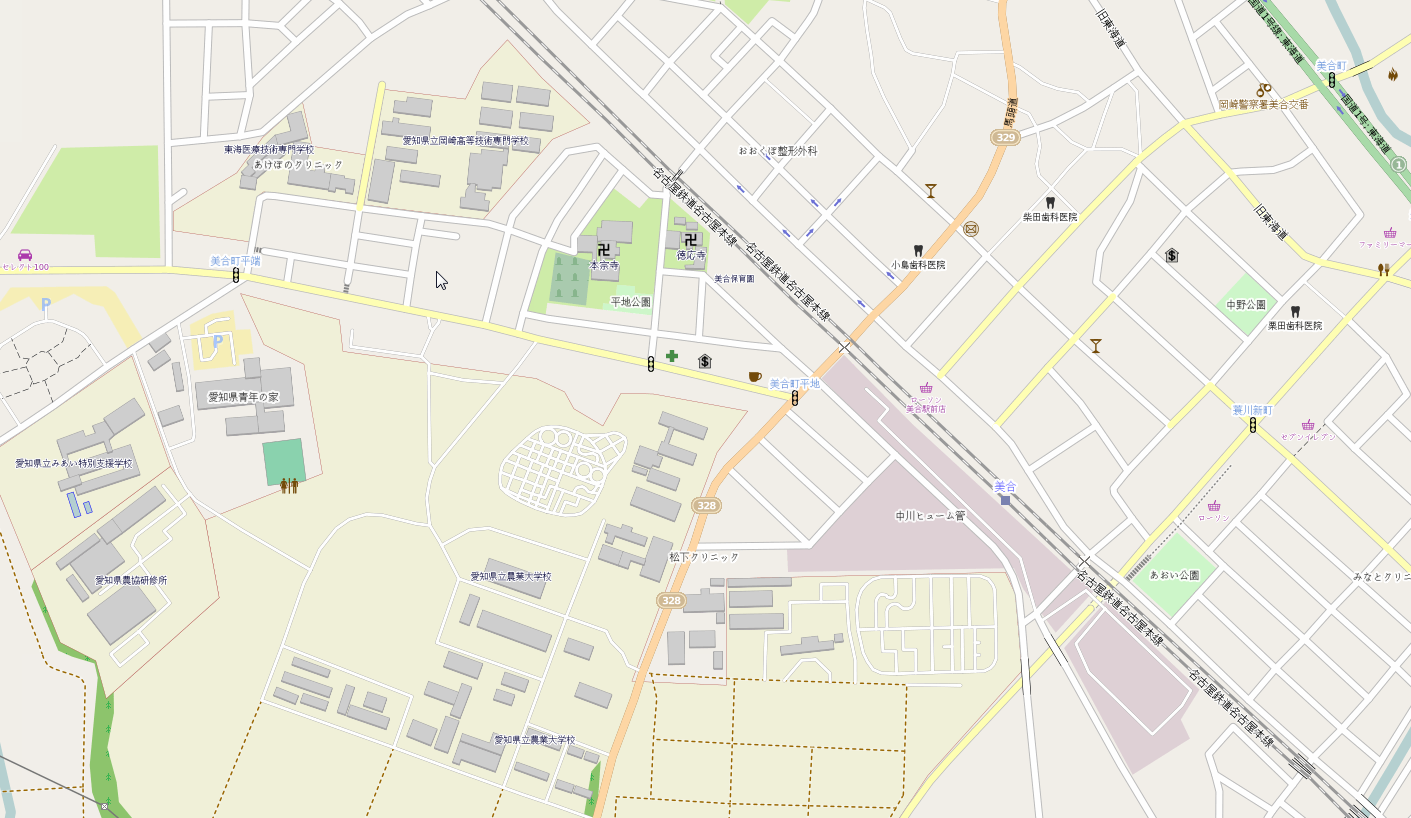
岡崎キャンパス周辺の地図

### 岡崎キャンパス
- 教育部（農学科）・研修部
- 〒444-0802：愛知県岡崎市美合町字並松1-2 北緯34度55分21.4秒 東経137度11分29.7秒 / 北緯34.922611度 東経137.191583度

### 長久手キャンパス
- 教育部（研究科）
- 〒480-1103：愛知県長久手市岩作三ケ峯1-1（愛知県農業総合試験場内） 北緯35度9分51.5秒 東経137度4分7.7秒 / 北緯35.164306度 東経137.068806度

## 設置学科

### 教育部・農学科
全寮制による実践教育を目的とする。

#### 園芸農産課程
- 鉢物・緑花木専攻
鉢花、観葉植物、洋ラン、緑花木を中心に専門的な栽培技術を習得
- 切花専攻
キク、カーネーション、バラ、洋花を中心に専門的な栽培技術を習得
- 作物専攻
1haの大区画ほ場、大型機械を利用した水稲省力栽培や小麦栽培など今後の水田経営に必要なノウハウを習得
- 果樹専攻
県下で生産されている果樹のほとんどと、ハウスでブドウ・ミカン・イチジクの栽培技術を習得
- 露地野菜専攻
県下で代表的なキャベツ、ハクサイ、ブロッコリー、スイートコーンを中心とした機械利用栽培をはじめ、ハウスイチゴの栽培技術を習得
- 施設野菜専攻
近代的施設でトマト、ミニトマト、メロン、キュウリ、ナス等の栽培技術を習得

#### 畜産課程
- 酪農専攻
フリーストール・ミルキングパーラー方式による飼養管理技術と、肉牛の飼育技術を習得
- 養豚・養鶏専攻
システム豚舎による繁殖肥育一貫養豚経営のノウハウ及びウインドレスシステム成鶏舎、育雛舎による省力管理、養鶏経営を習得

### 教育部・研究科
実践的指導力の養成を目的とする。
- 園芸農産専攻
- 畜産専攻

### 研修部
農業者の生涯教育としての教育研修を目的とする。
- 青年農業者リーダー研修
- 専門高度化研修（作物・茶、野菜、花き、果樹、畜産及び生活）
- オープンラボラトリー研修（コンピュータ及び農産加工）
- 農業経営者交流研修
- 新規就農促進研修
  - 基礎コース：講義の受講を通じて野菜栽培に関する基礎的な知識を習得（就農に関心がある者を対象）
  - 実践コース：産直野菜としての出荷を目指すのに必要な基本的技術を習得（新規就農希望者対象）
- ニューファーマーズ研修
農業経営に必要な基礎的知識・技術などを習得（Uターン就農者（農家出身）・新規参入者（非農家出身）対象）
- 雇用創出農業研修
岡崎高等技術専門校が募集する雇用セーフティネット対策職業訓練農業科（新規農業経営（専業農家）希望者、農業生産法人等への就職希望者対象）
- 農業機械に関する各種研修
  - 農耕車限定の大型特殊免許の取得
  - 農業機械士技能（大特トラクタ作業）に必要な技能、知識の習得
  - 農耕車限定のけん引免許の取得
  - 初心者のための小型農業機械（小型トラクタなど）の安全な使用方法などを習得
  - 小型車両系建設機械特別教育修了証（3t未満限定）の取得
  - 農業機械利用技能に関する知識の習得（農業機械士等）
  - フォークリフト技能講習修了証（1t以上）の取得
  - アーク溶接特別教育修了証の取得
  - 刈払機取扱作業者安全衛生教育修了証の取得
- 農業ふれあい研修
家畜（牛・豚など）や農作物の見学、農作業体験（牛のえさやり、野菜の収穫など）、農産物加工体験学習（おはぎ作りなど）など（園児、小中学生等を対象）
- 緑の学園研修
  - 1泊2日農業体験学習（農業関係高等学校3年生を対象）
  - 1日農業体験学習（農業に関心のある高校生及び高等学校卒業者を対象）
- 県民公開講座（花および農産物加工）

## 交通アクセス

### 岡崎キャンパス
- 名鉄名古屋本線 美合駅下車、徒歩で約10分。
- JR東海道本線 岡崎駅下車、名鉄バス美合経由東岡崎行き「県立専門学校前」バス停下車、徒歩で約3分。
- 東名高速道路 岡崎インターチェンジから車で約10分。

### 長久手キャンパス
- 愛知高速交通東部丘陵線（リニモ） 芸大通駅下車 徒歩で約15分。
- 名鉄バス トヨタ博物館前バス停より徒歩で約20分。
- 東名高速道路 名古屋インターチェンジから車で約15分。
- 名古屋瀬戸道路 長久手インターチェンジから車で約3分。